# Rimska kupališta
Rimska kupališta ili Rimske terme u Starom Rimu predstavljale je isto zadovoljstvo kao i odlazak u kazalište ili na gladijatorske borbe. Posjete kupalištu i priredbama su se u Rimu naplaćivale, ali su cjenovno bile povoljne (za posjetu kupalištu plaćao se jedan quadrans, dakle najmanji kovani novac koji je postojao). Sve osobe su imale slobodan pristup na priredbu ili u kupalište – slobodni ljudi, robovi, žene, djeca… Najveći dio privatnog života provodio se na javnom mjestu. Kupanje nije predstavljalo samo higijenu, nego zadovoljstvo, kao kod nas danas odlazak na plažu. Ponekad su književnici u termama čitali svoja djela, a retori održavali svoje govore. 
Istraživanjima se ispostavilo da su terme na kraju postale ustanove za uživanje. Od helenističkog razdoblja njihova funkcija nije samo omogućiti higijenu, već i živjeti na poželjan način. Najstarija javna kupališta koja su nam danas poznata potječu iz Pompeja i sagrađena su početkom 1. st. U termama je tada postojalo i podzemno grijanje; više nije bilo dovoljno grijati vodu u kadama i bazenu, nego je narodu ponuđen prostor u kome je bilo toplo. U to vrijeme, bez obzira na zimu, ljudi su u kućama živjeli u kaputu. 
Pored složenih instalacija za toplu i hladnu vodu, postojala su šetališta i tereni za šport i igru.

## Vanjske poveznice
- ThermeMuseum (Museum of the Thermae) in Heerlen  Arhivirana inačica izvorne stranice od 16. ožujka 2008. (Wayback Machine)